# Pont-de-Chéruy
Pont-de-Chéruy és un municipi francès situat al departament de la Isèra i a la regió d'Alvèrnia-Roine-Alps. L'any 2007 tenia 4.842 habitants.

## Demografia

### Població
El 2007 la població de fet de Pont-de-Chéruy era de 4.842 persones. Hi havia 1.886 famílies de les quals 640 eren unipersonals (252 homes vivint sols i 388 dones vivint soles), 454 parelles sense fills, 590 parelles amb fills i 202 famílies monoparentals amb fills.
La població ha evolucionat segons el següent gràfic:
Habitants censats

### Habitatges
El 2007 hi havia 2.093 habitatges, 1.918 eren l'habitatge principal de la família, 19 eren segones residències i 156 estaven desocupats. 824 eren cases i 1.213 eren apartaments. Dels 1.918 habitatges principals, 1.020 estaven ocupats pels seus propietaris, 844 estaven llogats i ocupats pels llogaters i 54 estaven cedits a títol gratuït; 70 tenien una cambra, 266 en tenien dues, 518 en tenien tres, 574 en tenien quatre i 491 en tenien cinc o més. 1.397 habitatges disposaven pel capbaix d'una plaça de pàrquing. A 926 habitatges hi havia un automòbil i a 668 n'hi havia dos o més.

### Piràmide de població
La piràmide de població per edats i sexe el 2009 era:
| Homes | Edats   | Dones |
| ----- | ------- | ----- |
| 0     | 95 o +  | 0     |
| 4     | 90 a 94 | 8     |
| 0     | 85 a 89 | 52    |
| 20    | 80 a 84 | 44    |
| 40    | 75 a 79 | 68    |
| 68    | 70 a 74 | 108   |
| 124   | 65 a 69 | 92    |
| 96    | 60 a 64 | 104   |
| 116   | 55 a 59 | 80    |
| 156   | 50 a 54 | 132   |
| 184   | 45 a 49 | 132   |
| 96    | 40 a 44 | 132   |
| 156   | 35 a 39 | 188   |
| 204   | 30 a 34 | 164   |
| 188   | 25 a 29 | 164   |
| 132   | 20 a 24 | 160   |
| 152   | 15 a 19 | 212   |
| 184   | 10 a 14 | 200   |
| 160   | 5 a 9   | 188   |
| 120   | 0 a 4   | 140   |

## Economia
El 2007 la població en edat de treballar era de 3.157 persones, 2.346 eren actives i 811 eren inactives. De les 2.346 persones actives 1.958 estaven ocupades (1.087 homes i 871 dones) i 388 estaven aturades (186 homes i 202 dones). De les 811 persones inactives 211 estaven jubilades, 218 estaven estudiant i 382 estaven classificades com a «altres inactius».

### Ingressos
El 2009 a Pont-de-Chéruy hi havia 1.910 unitats fiscals que integraven 4.684 persones, la mediana anual d'ingressos fiscals per persona era de 15.724 €.

### Activitats econòmiques
Dels 274 establiments que hi havia el 2007, 5 eren d'empreses extractives, 9 d'empreses alimentàries, 2 d'empreses de fabricació de material elèctric, 9 d'empreses de fabricació d'altres productes industrials, 26 d'empreses de construcció, 67 d'empreses de comerç i reparació d'automòbils, 8 d'empreses de transport, 21 d'empreses d'hostatgeria i restauració, 5 d'empreses d'informació i comunicació, 15 d'empreses financeres, 17 d'empreses immobiliàries, 28 d'empreses de serveis, 33 d'entitats de l'administració pública i 29 d'empreses classificades com a «altres activitats de serveis».
Dels 90 establiments de servei als particulars que hi havia el 2009, 1 era una oficina d'administració d'Hisenda pública, 1 oficina del servei públic d'ocupació, 1 gendarmeria, 1 oficina de correu, 8 oficines bancàries, 1 funerària, 3 tallers de reparació d'automòbils i de material agrícola, 4 autoescoles, 10 paletes, 2 guixaires pintors, 1 fusteria, 5 lampisteries, 6 electricistes, 9 perruqueries, 1 veterinari, 5 agències de treball temporal, 14 restaurants, 9 agències immobiliàries, 4 tintoreries i 4 salons de bellesa.
Dels 39 establiments comercials que hi havia el 2009, 2 eren supermercats, 3 botiges de menys de 120 m², 8 fleques, 4 carnisseries, 3 llibreries, 8 botigues de roba, 2 botigues d'equipament de la llar, 1 una sabateria, 1 una botiga d'electrodomèstics, 1 una botiga de mobles, 1 una botiga de material esportiu, 2 drogueries, 1 una perfumeria i 2 floristeries.

## Equipaments sanitaris i escolars
El 2009 hi havia 1 centre de salut i 3 farmàcies.
El 2009 hi havia 2 escoles maternals i 1 escola elemental. A Pont-de-Chéruy hi havia 1 col·legi d'educació secundària, 1 liceu d'ensenyament general i 1 liceu tecnològic. Als col·legis d'educació secundària hi havia 583 alumnes, als liceus d'ensenyament general n'hi havia 790 i als liceus tecnològics 378.

## Galeria d'imatges

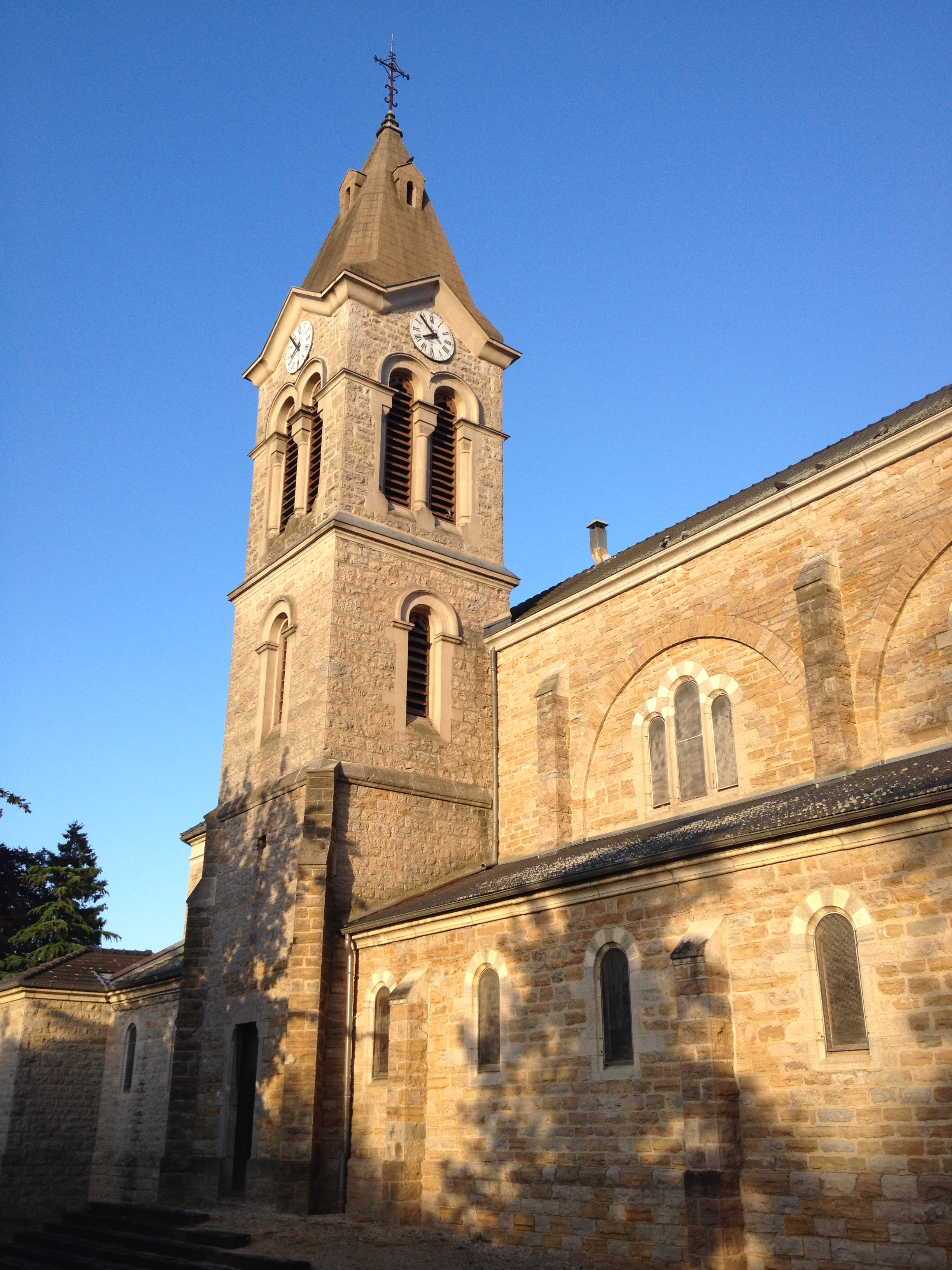
Església
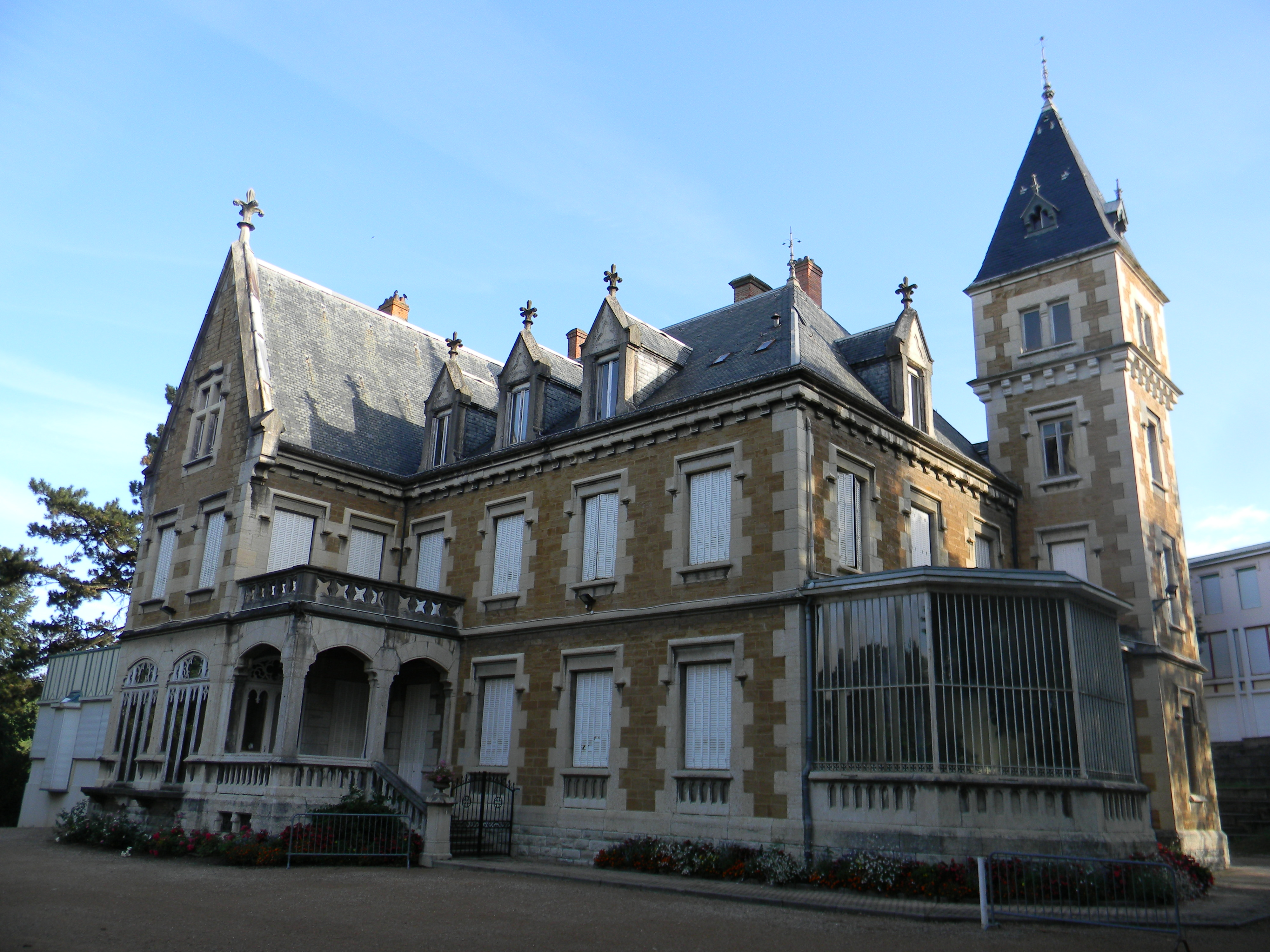
Castell Grammont

## Poblacions més properes
El següent diagrama mostra les poblacions més properes.